# 相良惟一
相良 惟一（さがら いいち、1910年9月27日 - 1987年5月15日）は、日本の教育学者。専門は教育行政学。
東京帝国大学卒業。文部省総務課長、ユネスコ本部学校教育振興部長を経て、1955年京都大学教育学部教授、退官後国際大学都市日本館長、聖心女子大学学長などを歴任した。

## 経歴
1910年（明治43年）9月27日、東京に生まれる（本籍地は福岡県）。
1934年（昭和9年）3月、東京帝国大学法学部法律学科卒業。大学では美濃部達吉・田中耕太郎の指導を受ける。同年7月、文部省専門学務局雇員となり、翌1936年（昭和11年）4月、文部省嘱託、外務省文化事業部第二課勤務。
1937年（昭和12年）9月から1938年（昭和13年）12月まで応召、中支派遣部隊に従軍。
1939年（昭和14年）9月、高等試験行政科合格。同月、文部属となる。1940年（昭和15年）4月、鳥取県学務部学務課長。1942年（昭和17年）2月、興亜院（のち大東亜省）事務官。1945年（昭和20年）5月、文部省に復帰。
1942年4月、勲六等瑞宝章受章。
1945年（昭和20年）7月から8月まで再度応召、第12師団に所属。
1946年（昭和21年）3月、文部省学校教育局専門教育課長。1947年（昭和22年）5月、文部省大臣官房適格審査室主事。
1948年（昭和23年）7月、文部省調査局審議課（のち地方連絡課）課長、教育刷新審議会幹事。
1950年（昭和25年）1月、文部大臣官房福利課長。同年7月、総務課長となり、翌1951年（昭和26年）10月から会計課長を兼務。
1952年（昭和27年）8月に文部大臣が天野貞祐から岡野清豪へ交替した際、天野前文相の側近と見なされて本省を追われることになり、10月、京都大学事務局長に転出。
1954年（昭和29年）4月、パリのユネスコ本部に出向し、ユネスコ教育局学校教育振興部長。
1955年（昭和30年）8月、京都大学教育学部教授（ - 1972年7月）。
1961年（昭和36年）7月、文部省大学設置審議会教育学専門委員。
1962年（昭和37年）2月、京都大学より法学博士の学位を授与される。
1963年（昭和38年）7月、日本ユネスコ国内委員会委員。
1967年（昭和42年）4月、京都大学東南アジア研究センター所長。
1971年（昭和46年）5月、パリ国際大学都市日本館館長。6月、OECD科学局教育研究革新センター（CERI）常任理事。フランス滞在は1年の予定で教授会の了承を得ていたが、さらに1年の延長となったため、1972年（昭和47年）7月、京都大学教授を辞任。
1974年（昭和49年）4月、京都大学名誉教授。
1975年（昭和50年）3月、聖心女子大学学長（ - 1983年3月）。
1977年（昭和52年）4月、教科用図書検定調査審議会臨時委員。
1978年（昭和53年）2月、ローマ教皇庁信徒評議会評議員。
1980年（昭和55年）3月、教員の地位に関する勧告適用のためのILO・ユネスコ合同専門家会議委員。
1981年（昭和56年）7月、大学設置審議会委員。
1983年（昭和58年）4月、聖心女子大学名誉教授。勲二等瑞宝章受章。
1987年（昭和62年）5月15日、前立腺癌のため死去。正四位に叙せられる。

## 学説
公教育における教育権の所在について、教育権は親から国家に信託されているとする「国の教育権」論を主張し、日本教職員組合（日教組）などが主張する「教師の教育権」「国民の教育権」論を否定した。ただし、国家の公教育に対する過剰な介入については否定し、国家は政治的・宗教的中立主義をとるべきであって、教条主義的イデオロギーを強制することはあってはならない、としている。この立場から、家永教科書裁判や旭川学テ事件では国側証人として出廷し、高津判決（第一次家永訴訟第一審判決）や旭川学テ事件最高裁判決を、自らの主張が受け入れられたものとして高く評価した。

## 信仰
カトリック系の聖心女子大学の学長を務めたのみならず、自身も敬虔なカトリック信徒であった。

## 著書
- 『教育行政法』（誠文堂新光社、1949年）
- 『教育行政』（誠文堂新光社、1953年）
- 『教育法規』（誠文堂新光社、1956年、新版1962年）
- 『各国の憲法と教育』（民主教育協会、1956年）
- 『ユネスコの教育活動』（民主教育協会、1957年）
- 『教育行政学』（誠文堂新光社、1962年、新版1970年、1982年）
- 『教頭の職務と権限』（明治図書出版、1963年）
- 『ユネスコとその教育活動』（民主教育協会、1964年）
- 『東南アジアの教育』（民主教育協会、1965年）
- 『校長・教頭の職務と責任』（明治図書出版、1967年）
- 『教員の地位勧告と教職の専門性』（明治図書出版、1967年）
- 『教育法規入門』（明治図書出版、1970年）
- 『教頭職の法制化――新しい教頭の職制と機能の解説』（明治図書出版、1974年）
- 『教育法規・教育行政・法令用語実務事典』（教育開発研究所、1976年）
- 『法制化主任の職務と権限』（明治図書出版、1977年）
- 『学校の管理運営』（誠文堂新光社、1978年）
- 『教育行政事典』（教育開発研究所、1980年）
- 『教育改革の基底にあるもの――キリスト教教育を追い求めて』（中央出版社、1985年）
- 『私学運営論』（教育開発研究所、1985年）
- 『日教組死することなかれ』（教育開発研究所、1986年）
- 『国家と教育――相良惟一先生遺稿集』（教育開発研究所、1988年）

### 編書
- 『学校行政事典』（誠文堂新光社、1958年）
- 『講座現代の教頭』1-3（明治図書出版、1968年）
- 『講座校長の指導性 第3巻 新しい人事管理』（明治図書出版、1969年）
- 『校長・教頭研修講座 1 公教育と国の教育権』（明治図書出版、1974年）
- 『精解学校六法』（協同出版、1977年 - 1985年）
- 『私学と裁判』（教育開発研究所、1983年）